# Esriel Hildesheimer

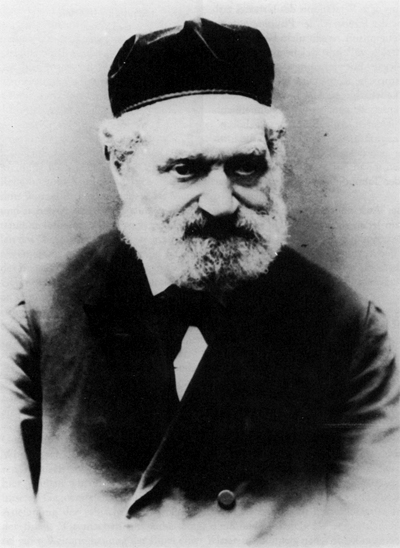
Esriel Hildesheimer

Esriel Hildesheimer (auch: Azriel oder Israel Hildesheimer; geboren am 11. Mai 1820 in Halberstadt; gestorben am 12. Juli 1899 in Berlin) war ein deutscher Rabbiner und gilt – neben S. R. Hirsch, von dem er sich aber trotz des gemeinsamen Lehrers Jakob Ettlinger in wesentlichen Punkten unterschied – als Begründer der modernen Orthodoxie.
Durch seine Schüler wirkte er weit über Deutschlands Grenzen hinaus. Wie Samson Raphael Hirsch vertrat er den programmatischen Grundsatz „talmud tora im derech eretz“, übersetzt in etwa: „Tora-Studium in Verbindung mit der Lebensweise des Landes“, was für die Idee eines in der weltlichen Gesellschaftskultur integrierten, aber dennoch kompromisslos traditionellen Judentums steht.

## Leben
Esriel Hildesheimer wurde als Sohn von Löb Glei und Golde Goslar in Halberstadt geboren. Ab 1826 besuchte er die Hascharat-Zwi-Schule in Halberstadt und begann 1834 ein Talmudstudium bei Ortsrabbiner Mathias Levian sowie bei den Stiftsrabbinern Joseph Eger und Gerson Josaphat.
Danach studierte er viereinhalb Semester an der Jeschiwa bei Jacob Ettlinger in Altona, kurzzeitig auch bei Isaak Bernays in Hamburg.
Im Jahre 1843 bestand er am Gymnasium in Halberstadt die Abiturprüfung.
Hildesheimer studierte Talmud und klassische Sprachen in Hamburg, immatrikulierte sich im November 1843 an der Universität Berlin semitische Sprachen, Geschichte, Philosophie und Mathematik. 1845 setzte er seine Studien an der Universität Halle  (u. a. bei Wilhelm Gesenius) fort. Dort wurde er im August 1846 promoviert. Danach kehrte er nach Halberstadt zurück.
Er heiratete in Halberstadt Henrietta Hirsch (1824–1883), Schwester der Fabrikanten Josef und Gustav-Mordechai Hirsch und wurde dadurch finanziell unabhängig, verlangte zukünftig nie mehr eine Entschädigung für seine Tätigkeiten als Rabbiner und seine sonstigen Tätigkeiten im jüdischen Umfeld.
1851 wurde er Rabbiner in Eisenstadt (Ungarn, heute Österreich), gründete dort eine jüdische Schule, an der jüdisches ebenso wie weltliches Wissen vermittelt, aber auch auf die deutsche Sprache großer Wert gelegt wurde. Bald gründete er auch eine Jeschiwa, die 1851 mit sechs Schülern begann; 1868 wurden dort bereits 128 Schüler unterrichtet.
Obwohl Hildesheimer selbst ein orthodoxer Rabbiner war, wurde er von den meisten ungarischen orthodoxen Rabbinern wegen seiner unangepassten Art abgelehnt. 1868 bis 1869 fand ein Kongress der ungarischen Juden statt, um die Gründung eines ungarischen Rabbinerseminares zu beraten. Hildesheimer und seine Anhänger mussten sich gegenüber den Reformern und den Orthodoxen behaupten. Wahrscheinlich hätten seine Kompromissvorschläge die Einheit des ungarischen Judentums bewahrt, der Kongress endete jedoch mit einer Spaltung.
Zu dieser Zeit war die etwa 200 Familien umfassende orthodoxe Minderheit der Berliner Juden, die mit dem Engagement des „Reformers“ Abraham Geiger unzufrieden war, auf der Suche nach einer geistlichen Führungsfigur. Die Wahl fiel auf Hildesheimer, der den Ruf annahm und 1869 als Rabbiner und Vorsitzender des Beth Midrasch nach Berlin wechselte. Auch dort gründete er eine Jeschiwa und wurde der eigentliche Gründer und Rabbiner der Adass-Jisroel-Gemeinde. Er nahm nunmehr, unterstützt von Marcus Mayer Lehmann, dem Herausgeber des Blattes Der Israelit in Mainz, den Kampf gegen das Reformjudentum auf.
1873 etablierte er das orthodoxe Rabbinerseminar zu Berlin, das die wichtigste Ausbildungsstätte für Rabbiner aus ganz Europa werden sollte. Hildesheimers Studenten erhielten die auf Samson Raphael Hirsch beruhende Idee vermittelt, Orthodoxie sei vereinbar mit dem wissenschaftlichen Studium der jüdischen Quellen. Hildesheimer trat für eine Zusammenarbeit innerhalb der Gemeinde ein, um das jüdische Volk als Gesamtheit zu stärken. Gemeinsam mit seinen Reformkollegen kämpfte er gegen den deutschen Antisemitismus, gleichzeitig lehnte er jedoch die Reformbewegung ab, da sie seiner Meinung nach das Judentum untergrub.
Im persönlichen Auftreten wird Hildesheimer als bescheiden beschrieben, aber gleichzeitig bestimmt und furchtlos, arbeitsam, fleißig, barmherzig und freigebig gegen die Armen und aktiv für die bedrängten jüdischen Gemeinden weltweit, für die er überall Mittel erbat.
Er engagierte sich für die Opfer der russischen Pogrome und befürwortete deren Ansiedlung in Eretz Israel statt einer Flucht nach Amerika. Sein Leben lang war Hildesheimer ein begeisterter Unterstützer der Juden Palästinas und des Aufbaus des Jischuv.
1870 rief er in Berlin die Jüdische Presse ins Leben, die die einzige Zeitung war, die damals für die Auswanderung der deutschen Juden nach Palästina eintrat. 1872 gründete er den Palästina Verein, um das erzieherische und berufliche Niveau der Juden in Jerusalem zu heben. 1879 wurde ein Waisenhaus gegründet; dies zog ihm die Gegnerschaft der Ultraorthodoxie des alten Jischuv zu, die Hildesheimer unter einen Bann stellte.
Er unterstützte die Chovevei-Zijon-Bewegung und die Besiedlung von Erez Israel. Aus formalrechtlichen Gründen wurde das Land, das für die Errichtung von Gedera gekauft worden war, auf seinen Namen eingetragen.
Auch seine Beiträge zur jüdischen Gelehrsamkeit waren bedeutend: Er gab die Halachot Gedolot heraus, ein Manuskript aus dem Vatikan, das ein bis dahin unbekanntes gaonäisches Werk darstellte.
Nachfolger Hildesheimers am Berliner Rabbinerseminar wurde dessen Schüler David Zvi Hoffmann (1843–1921).
Esriel Hildesheimers Söhne Hirsch Hildesheimer und Meier Hildesheimer (1864–1934) waren Dozenten am Seminar. Esriel (Erich) Hildesheimer, Sohn von Meier Hildesheimer war Leiter der Tel-Aviver Stadtbibliothek.

## Werke
- Materialien zur Beurtheilung der Septuaginta. In: Der Orient: Berichte, Studien und Kritiken für jüdische Geschichte und Literatur. Hrsg. von Julius Fürst, Leipzig 1848, Nr. 30ff.
- Erster Bericht der seit sechs und einem halben Jahre bestehenden, und seit sechs Monaten von der hohen k. k. Statthalterei-Abtheilung zu Oedenburg anerkannten provisorischen Lehranstalt für Rabbinats-Kandidaten zu Eisenstadt.  Wien 1858.
- Gesammelte Aufsätze. Herausgegeben von Meier Hildesheimer. Hermon A.-G., Frankfurt am Main 1923.

## Briefe
- Esriel Hildesheimer: Briefe. Ausgewählt und herausgegeben von Mordechai Eliav, Mass, Jerusalem 1965 (in Hebräisch).